# Братислава I (район)

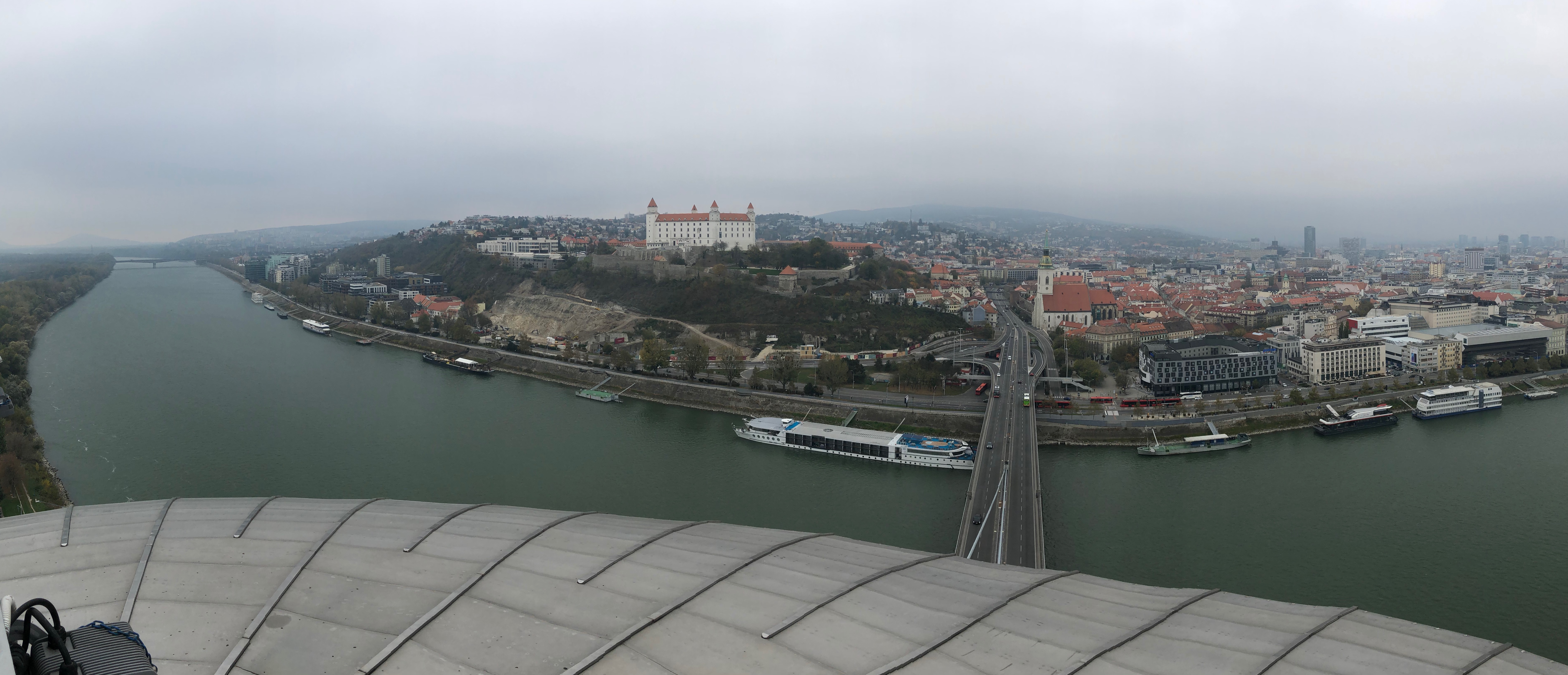
Старый город Братиславы

Район Братислава I — район Братиславы. В район входит городская часть Старе-Место.

## Население
| Год:        | 1994   | 2004     | 2014    | 2024     |
| ----------- | ------ | -------- | ------- | -------- |
| Broj ljudi: | 48 036 | 42 858   | 38 988  | 47 635   |
| Разница:    |        | −10,77 % | −9,02 % | +22,17 % |

| Год:                | 2023   | 2024    |
| ------------------- | ------ | ------- |
| Количество человек: | 47 375 | 47 635  |
| Разница:            |        | +0,54 % |

### Статистические данные (2001)
Национальный состав:
- Словаки — 90,0 %
- Венгры — 2,9 %
- Чехи — 2,4 %

Конфессиональный состав:
- Католики — 61,9 %
- Лютеране — 5,6 %
- Греко-католики — 0,6 %